# Chéng nán Jiùshì
Chéng nán Jiùshì é um filme de drama chinês de 1983 dirigido e escrito por Wu Yigong. Foi selecionado como representante da China à edição do Oscar 1984, organizada pela Academia de Artes e Ciências Cinematográficas.

## Elenco
- Shen Jie
- Zhang Min
- Zheng Zhenyao
- Zhang Fengyi
- Yan Xiang